# Praça da Apoteose
Der Praça da Apoteose (Portugiesisch für: „Apotheose-Platz“) ist ein Veranstaltungsgelände in Rio de Janeiro nahe dem Minenhügel Morro da Mineira in Brasilien und Teil des Sambódromo da Marquês de Sapucaí. Es bietet Platz für 40.000 Besucher und wurde von Oscar Niemeyer entworfen. Das Areal wird hauptsächlich für Konzerte genutzt; so traten hier schon international erfolgreiche Künstler wie Eric Clapton, Carlos Santana, David Bowie, Jon Bon Jovi und die Rolling Stones auf.

## Veranstaltungen
| Jahr | Künstler     | Tournee               | Besucherzahl |
| ---- | ------------ | --------------------- | ------------ |
| 1990 | Eric Clapton | Journeyman World Tour | 40.000       |
| 2001 | Eric Clapton | Reptile World Tour    | 51.809       |
| 2006 | Santana      | South American Tour   | 35.000       |